# Gertrud (film)
Gertrud este un film dramatic danez din 1964, scris și regizat de Carl Theodor Dreyer; este bazat pe piesa de teatru cu același nume din 1906 de Hjalmar Söderberg. Rolul principal, Gertrud Kanning, este interpretat de Nina Pens Rode, cu Bendt Rothe în rolul soțului ei, Gustav Kanning, și Baard Owe în rolul iubitului ei, Erland Jansson.
Gertrud a fost ultimul film al lui Dreyer. Este remarcabil pentru numeroasele sale cadre lungi, dintre care unul este o secvență de aproape zece minute cu Gertrud și fostul ei iubit, Gabriel, vorbind despre trecutul lor. Filmul a stârnit reacții împărțite, dar este unanim considerat una dintre lucrările majore ale lui Dreyer.

## Rezumat
Gertrud, fostă cântăreață de operă în Stockholm la începutul secolului XX, este căsătorită cu avocatul și politicianul Gustav Kanning. Nemulțumită de lipsa de afecțiune și de faptul că soțul își pune cariera mai presus de relația lor, Gertrud îi mărturisește că s-a îndrăgostit de un alt bărbat care o iubește cu adevărat și îi cere divorțul.
Noul ei iubit este Erland Jansson, un tânăr pianist talentat, cu care Gertrud își declară dorința de a începe o nouă viață. Între timp, Gustav descoperă că soția lui a mințit în legătură cu prezența la operă. A doua seară, cei doi participă la o cină găzduită de poetul Gabriel Lidman, fostul iubit al Gertrudei. La petrecere apare și vechiul prieten al acesteia, Axel Nygren.
În timpul serii, Gustav o roagă pe Gertrud să mai petreacă o ultimă noapte împreună. Lidman îi spune că Jansson s-a lăudat în public că Gertrud este doar o cucerire. A doua zi, Gertrud îl confruntă pe Jansson, care îi mărturisește că nu poate fi cu ea - urmează să aibă un copil cu altcineva. Lidman încearcă și el să o recucerească, dar Gertrud refuză, reamintindu-și că și el și-a pus cariera mai presus de iubire.
Gustav îi propune un compromis: să rămână căsătoriți, chiar dacă ea își păstrează iubitul. Gertrud refuză din nou și pleacă singură la Paris, hotărâtă să studieze psihologia și să își construiască un drum propriu.
Trei decenii mai târziu, alături de Nygren, Gertrud privește înapoi fără regrete. Spune că dragostea este singurul lucru care contează cu adevărat și că, deși a rămas singură, nu a fost dispusă să facă compromisuri în numele ei.

## Distribuție, personaje
- Nina Pens Rode - Gertrud
- Bendt Rothe - Gustav Kanning
- Ebbe Rode - Gabriel Lidman
- Baard Owe - Erland Jansson
- Axel Strøbye - Axel Nygren
- Vera Gebuhr' - menajera lui Kanning
- Lars Knutzon - student

## Producție
Acesta a fost ultimul film al lui Dreyer și primul film realizat de la Ordet din 1955. În perioada de nouă ani dintre filme, a încercat să realizeze filme bazate pe „Medeea” lui Euripide, Lumină de august a lui William Faulkner și a scris tratate bazate pe opera lui Henrik Ibsen, „Către Damasc” de August Strindberg și „Din jale se întrupează Electra” de Eugene O'Neill. De asemenea, a lucrat la filmul său planificat de mult timp, dar niciodată realizat, despre viața lui Hristos. 
Potrivit lui Dreyer, el luase în considerare adaptarea a două opere de Hjalmar Söderberg în anii 1940, romanul din 1905 Doctor Glas și piesa de teatru din 1906 „Gertrud”. Niciunul dintre proiecte nu a fost realizat la acea vreme. Proiectul Gertrud a fost relansat când Dreyer a citit o monografie din 1962 de Sten Rein, intitulată „Hjalmar Söderbergs Gertrud”, care sublinia utilizarea dialogului în piesa originală: cum povestea este adesea condusă de conversații banale și eșecuri de comunicare. 
Acest lucru l-a inspirat pe Dreyer să facă un film în care dialogul este mai important decât imaginile. Adaptând piesa într-un scenariu, Dreyer a ales să scurteze actul al treilea și a adăugat un epilog, inspirat din viața Mariei von Platen, inspirația originală a lui Söderberg pentru personajul Gertrud.